# Моніка Компанікова
Моніка Компанікова (народилася 1 вересня 1979 року в Поважській Бистриці) — словацька письменниця, журналістка, ілюстраторка дитячих книжок.

## Життєпис
Компанікова вивчала графіку в Академії образотворчих мистецтв у Братиславі з 1998 по 2002 рік, а потім живопис з 2002 по 2004 рік. Двічі перемігши в конкурсі на найкраще оповідання, дебютувала зі збіркою «Місце для самотності» (словац. Miesto pre samotu, 2003), за яку була нагороджена премією імені Івана Краски для дебютантів-прозаїків. Її друга книжка, роман «Білі місця» (словац. Biele miesta, 2006), стала фіналістом премії Anasoft Litera. 2008 року вона здобула премію Фонду Татра Банку для молодих митців. Третя книжка, «П'ятий човен» (словац. Piata lod’, 2010), отримала головну премію Anasoft Litera 2011 року. Роман став основою для повнометражного фільму режисерки Івети Ґрофової, також існують театральні екранізації та анімаційні фільми. Роман був перекладений, серед інших, на польську, німецьку, сербську, болгарську, чеську, хорватську, угорську, арабську.

## Вибрані твори
- 2003 — Miesto pre samotu
- 2006 — Biele miesta
- 2010 — Piata loď, pol. wyd. Piąta łódź
- 2011 — Päť x päť
- 2013 — Hlbokomorské rozprávky
- 2016 — Na sútoku

## Зовнішні посилання
- Моніка Компанікова: «Коли є за що боротися і є чітка мета, то зміст форма стають кращі»